# 焦硫酰氟
焦硫酰氟是一种无机化合物，化学式为S2O5F2。它可以在SSF2和FOSO2F于−100 °C的氘代氯仿中的反应中产生：
2 SSF2 + 4 FOSO2F → 2 S2O5F2 + 2 SOF2 + SF4 + 1⁄8S8
它也可以在五氟化碘和三氧化硫的反应中产生。
它和钛酸四乙酯反应，可以得到二氟磺酸二乙氧基钛：
Ti(OC2H5)4 + 2 S2O5F2 → Ti(OC2H5)2(O3SF)2 + 2 C2H5OSO2F